# Charles Percier
Charles Percier (Paris, 22 de agosto de 1764 – Paris, 5 de setembro de 1838) foi um arquiteto e decorador francês neoclássico, que trabalhou em estreita parceria com Pierre François Léonard Fontaine, originalmente seu amigo de tempos de estudante. Para o trabalho empreendido a partir de 1794, tentar atribuir concepções ou detalhes a um ou outro deles é infrutífero; é impossível separar seus esforços cooperativos dessa maneira. Juntos, Percier e Fontaine foram inventores e principais proponentes das versões ricas, grandiosas e conscientemente arqueológicas do neoclassicismo que reconhecemos como estilo Directoire e estilo Império.
Após a morte de Charles Percier em 1838, Fontaine projetou uma tumba em seu estilo característico no cemitério Pere Lachaise. Percier e Fontaine viveram juntos, além de serem colegas. Fontaine casou-se tarde na vida e após sua morte em 1853 seu corpo foi colocado no mesmo túmulo de acordo com seus desejos.

## Biografia
Percier nasceu em Paris em 1764. Em 1784, aos dezenove anos, ganhou o Prix de Rome, uma bolsa de estudos financiada pelo governo em Roma. Lá ele conheceu Fontaine. Um dos primeiros produtos de sua colaboração foi Palais, maisons et autres édifices modernes dessinés à Rome ("Um palácio, casas e outros edifícios modernos projetados em Roma"), que atraiu a atenção de clientes em potencial quando eles retornaram a Paris. No final de 1792, próximo ao final da primeira fase da Revolução Francesa, Percier foi nomeado para supervisionar o cenário na Opéra de Paris, um posto no centro do design inovador. Fontaine voltou da segurança de Londres, onde havia sido exilado, e eles continuaram na Opéra juntos até 1796. Claude-Louis Bernier (nascido em 9 de outubro de 1755 e falecido em 10 de janeiro de 1830, Paris) era um terceiro membro da equipe.
Napoleão Bonaparte gostou do trabalho deles. O teatro calculado ao estilo do Império, sua opulência agressiva contida por um senso ligeiramente seco e correto do gosto antigo e seus valores neo-romanos, imperiais mas separados do ancien régime, atraíam o futuro imperador. Ele os nomeou seus arquitetos pessoais e nunca vacilou em sua decisão; eles trabalharam em projetos imperiais quase até o final do período de Napoleão no poder. O relacionamento só se desfez quando Napoleão se aposentou em Elba. Após a restauração da Casa de Bourbon em 1814, eles se viram associados intimamente ao Império para receber novamente uma comissão oficial. Daí em diante, Percier conduziu um ateliê de estudantes, um estúdio de ensino ou oficina. Um dos alunos de Percier, Auguste de Montferrand, projetado Catedral de Santo Isaac em São Petersburgo para o czar Alexander I.
Eles trabalharam por dez anos (1802–1812) no Louvre. O antigo palácio não era uma residência real por gerações, então estava livre de qualquer mancha associada aos odiados Bourbons. Ficava no coração de Paris, de modo que o vaidoso imperador podia ser visto indo e vindo, ao contrário de Versalhes, que, além disso, havia se tornado inabitável devido à destruição e saques.
Eles trabalharam no Palácio das Tulherias, que ficava em frente ao Louvre, do outro lado da Place du Carrousel e dos parterres. Nessa praça proeminente, Percier e Fontaine projetaram o Arc du Carrousel (1807-1808), comemorando a Batalha de Austerlitz.
Eles também trabalharam no Château de Malmaison de Josephine, no Château de Montgobert para Pauline Bonaparte, e fizeram alterações e decorações para os antigos palácios ou castelos Bourbon em Compiègne, Saint-Cloud e Fontainebleau.
Percier e Fontaine projetaram cada detalhe em seus interiores: camas de estado, mesas laterais esculturais e outros móveis, apliques e castiçais, lustres, ferragens para portas, tecidos e papel de parede. Em ocasiões especiais, Percier era chamado para projetar para a fábrica de porcelana de Sèvres: em 1814 os projetos publicados de Percier foram adaptados por Alexandre Brogniart, diretor de Sèvres, um grande vaso de classicização de 137 cm de altura, que veio a ser conhecido como o " Vaso de Londonderry " quando Luís XVIII o deu ao marquês de Londonderry, pouco antes do Congresso de Viena. Percier e Fontaine publicaram vários livros posteriores, notavelmente Recueil de décoration intérieure concernant tout ce qui rapporte à l'ameublement ("Coleção de designs de interiores: Tudo o que se relaciona com móveis", 1812) com suas gravuras em uma técnica de contorno despojado. Essas gravuras espalharam seu estilo para além do Império; eles ajudaram a colocar uma marca francesa no estilo da regência inglesa e influenciaram o designer e conhecedor holandês-britânico, Thomas Hope (1769-1831).

## Obras
- Restauro do Palácio de Malmaison

## Obra literária
- Recueil des décorations interieures (em conjunto com Pierre François Léonard Fontaine.